# Alma (Quebec)

Brasão de Alma.

Alma é uma cidade do Canadá, província de Quebec, localizada a 175 km norte de Cidade de Quebec. Sua população é de 30 904 habitantes (segundo o censo nacional de 2011).